# Dronning Maud
Die Dronning Maud war ein 1925 in Dienst gestelltes Passagierschiff der norwegischen Reederei Det Nordenfjeldske Dampskibsselskab (NFDS), das Passagiere und Fracht auf den Hurtigruten entlang der norwegischen Küste transportierte. Am 1. Mai 1940 wurde die vorher mehrfach als Truppentransporter eingesetzte Dronning Maud bei Foldvik 
von drei Bombern des Typs Heinkel He 111 der I. Gruppe des Lehrgeschwaders 1 der deutschen Luftwaffe im Tiefflug bombardiert, in Brand gesetzt und versenkt. 18 Menschen (Zivilisten) kamen ums Leben, 31 wurden verletzt. Der Angriff auf das unbewaffnete Schiff, das die Flagge des Roten Kreuzes gehisst hatte, sorgte für heftige Kritik an der deutschen Kriegsführung.

## Das Schiff

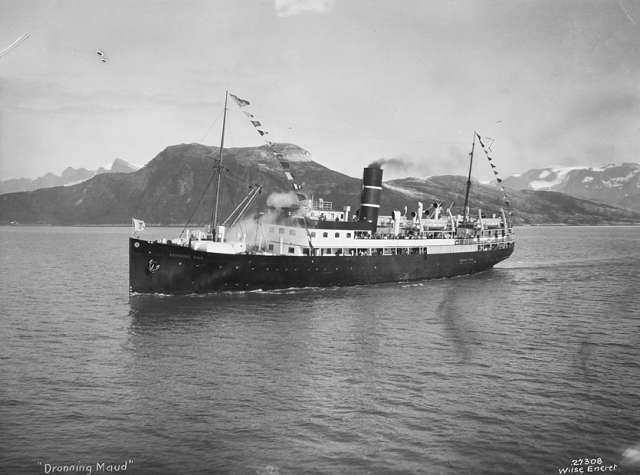
Die Dronning Maud 1925 bei voller Fahrt (Foto: Anders Beer Wilse)

Das 1.489 BRT große Dampfschiff Dronning Maud (deutsch „Königin Maud“) wurde 1925 auf der Werft Fredrikstad Mekaniske Verksted in Fredrikstad für die Det Nordenfjeldske Dampskibsselskab gebaut. Sie wurde kurz nach dem Verlust des Dampfers Haakon Jarl bestellt, der am 17. Juni 1924 nach der Kollision mit der Kong Harald im Vestfjord gesunken war. Die Dronning Maud war das erste neue Hurtigruten-Schiff seit der 1912 in Dienst gestellten Finmarken. Der Bau kostete nach damaligem Geldwert 2,35 Millionen norwegische Kronen. Das Schiff wurde nach Maud von Großbritannien und Irland benannt, die von 1905 bis zu ihrem Tod 1938 Königin von Norwegen war.
Die aus Stahl gebaute Dronning Maud war 71,87 Meter lang, 11,49 Meter breit und hatte einen maximalen Tiefgang von 4,2 Metern. Sie wurde mit Dreifachexpansionsdampfmaschinen angetrieben, die ebenfalls bei Fredrikstad Mekaniske Verksted gebaut wurden und 2.000 PSi leisteten. Bei den Probefahrten wurde eine Höchstgeschwindigkeit von 16,25 Knoten erreicht, wobei die durchschnittliche Reisegeschwindigkeit bei 13 Knoten lag. Das Schiff war zur Beförderung von 400 Reisenden ausgelegt. Die Dronning Maud war das bis dahin größte Hurtigruten-Schiff und das neue Flaggschiff auf dieser Route. Diesen Rang nahm ihr erst 1931 die Prinsesse Ragnhild ab.
Die Dronning Maud lief am 8. Mai 1925 vom Stapel, absolvierte am 30. Juni 1925 im Oslofjord ihre Probefahrten und wurde am 3. Juli 1925 formell der Reederei übergeben. Zehn Tage später lief sie von der Insel Brattøra zu ihrer Jungfernfahrt aus und war von da an im regelmäßigen Betrieb. Mit der Dronning Maud wurde erstmals ein neues Konzept bei der Aufteilung der Passagierunterkünfte vorgestellt. Die Erste Klasse wurde statt wie bisher im Bugbereich mittschiffs untergebracht und die Zweite Klasse wurde komplett ausgelassen, um Platz für eine geräumige Dritte Klasse zu schaffen. Am 30. März 1926 kam die Dronning Maud dem Frachtdampfer Pallas zu Hilfe, der bei Grønnøy auf Grund gelaufen war. Am 7. Januar 1927 half sie dem britischen Trawler Mac Pemberton, der im Magerøysund auf Grund gelaufen war. Im Oktober 1929 strandete sie selbst in der Nähe von Florø. Im Jahr 1931 war die Dronning Maud das erste Hurtigruten-Schiff, das mit einer Funkstation ausgerüstet wurde.

## Im Zweiten Weltkrieg
In den Monaten nach dem Ausbruch des Zweiten Weltkriegs blieb die Dronning Maud im gewohnten Passagierdienst. Am 1. Januar 1940 war sie in einen dramatischen Zwischenfall einbezogen, als sie mit etwa 100 Passagieren und 45 Besatzungsmitgliedern an Bord dem in Seenot geratenen deutschen Frachtschiff Johann Schulte (5.334 t) assistierte. Die mit Eisenerz beladene Johann Schulte hatte in der Nähe des Leuchtturms Buholmråsa an der Küste von Osen in einem Sturm ihren Propeller verloren. Kapitän Edward Mill Grundt brachte die Dronning Maud nah genug an die Johann Schulte, um eine Leine zwischen beiden Schiffen zu spannen, mit deren Hilfe alle 36 deutschen Besatzungsmitglieder und die beiden norwegischen Lotsen gerettet werden konnten. Kurz nach Aufnahme der Schiffbrüchigen prallte die Johann Schulte auf ein Riff und sank. Die Deutschen wurden in Rørvik an Land gebracht, während die beiden Lotsen den Rest der nordwärts gehenden Fahrt mitmachten. Der Vorfall wurde als eine der bemerkenswertesten Rettungsaktionen in norwegischen Gewässern beschrieben und resultierte in Glückwunschtelegrammen und Geschenken für die Besatzung der Dronning Maud. Kapitän Grundt erhielt in den 1960er Jahren eine Goldmedaille von der Deutschen Lebens-Rettungs-Gesellschaft und ein Diplom von deren norwegischem Äquivalent, der Redningsselskapet.
Als die Wehrmacht am 9. April 1940 Norwegen besetzte, befand sich das Schiff auf einer Fahrt von Sandnessjøen nach Kirkenes in der Finnmark. Nach ihrer Ankunft wurde die Dronning Maud von der norwegischen Regierung als Truppenschiff angefordert. Auf ihrer ersten Einsatzfahrt brachte sie das I. Bataillon des Infanterieregiments 12 (I./IR12) von Sør-Varanger nach Tromsø. Am 16. April 1940 lief sie unter Eskorte des britischen Schweren Kreuzers Berwick und des Zerstörers Inglefield in Sjøvegan aus.
Bei ihrer zweiten Einsatzfahrt beförderte sie den Führungsstab, eine Infanterieeinheit sowie Funker und Artilleristen des Alta Bataillons der norwegischen 6. Division von Alta in der Finnmark nach Narvik. Der Rest des Bataillons wurde von den Schiffen Kong Harald und Senja transportiert. Nach Vollendung dieser Truppendienste wurde entschieden, die Dronning Maud für den Transport der 6. Landevernssanitetskompani (6. Militärsanitätseinheit) von Sørreisa nach Gratangen zu nutzen. Während der Vorbereitungen für diesen Einsatzzweck wurde über das Brückendeck eine drei Mal drei Meter große Flagge des Roten Kreuzes gespannt; auch an den beiden Masten wurden solche Flaggen gehisst. Aufgabe der Dronning Maud war es, ein 119-köpfiges Sanitätspersonal, acht Pferde und drei Lastkraftwagen zu transportieren.

## Versenkung

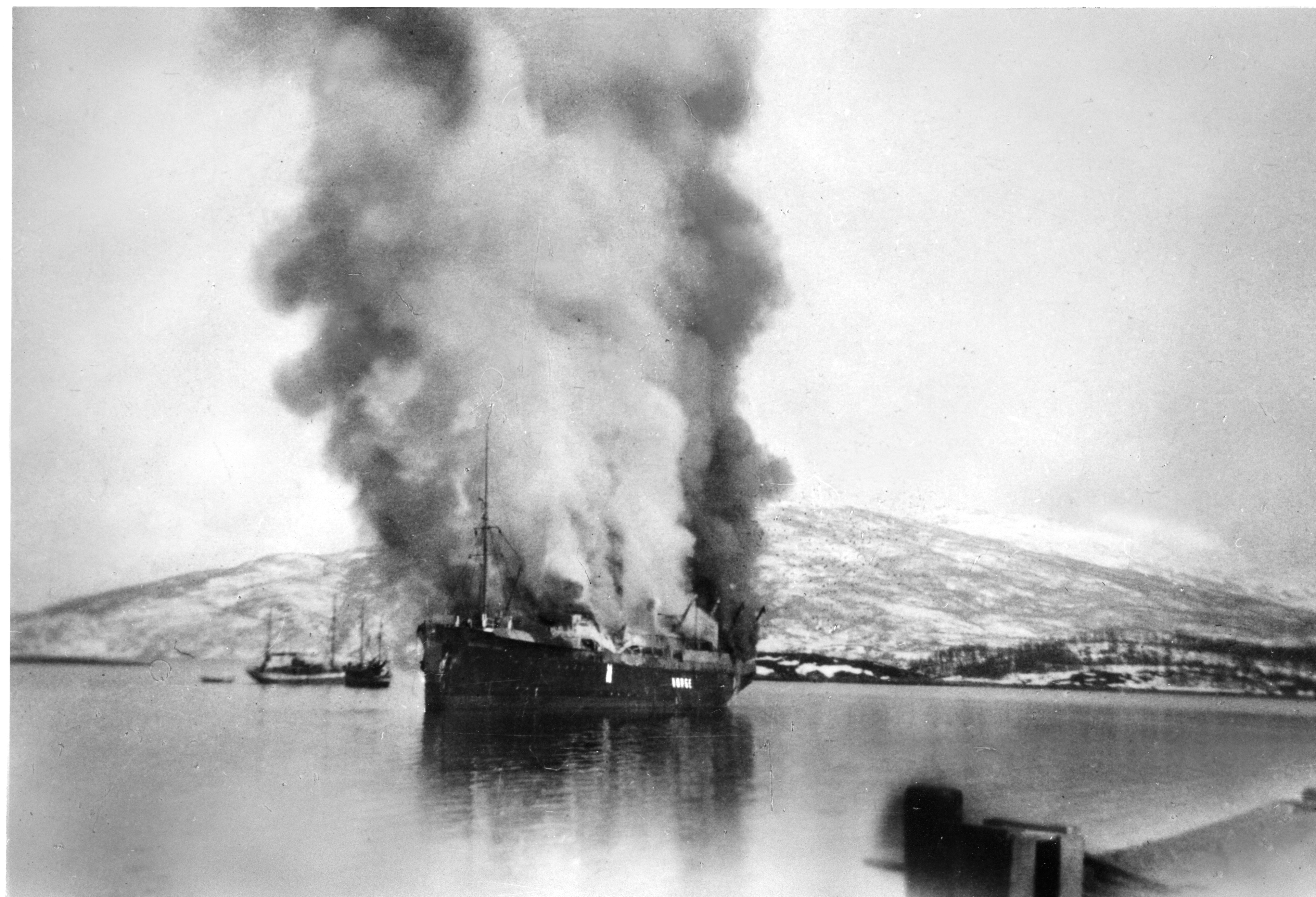
Die Dronning Maud in Flammen nach den Bombentreffern

Am 1. Mai 1940 gegen 11.30 Uhr mittags legte die Dronning Maud in Sørreisa ab und traf drei bis vier Stunden später in Foldvik am Südufer des Gratangsfjords ein. Als das Schiff mit der Backbordseite am Steg anlegen wollte, wurde es von drei Bombern des Typs Heinkel He 111 der I. Gruppe des Lehrgeschwaders 1 der deutschen Luftwaffe im Tiefflug mit Bomben und Maschinengewehren angegriffen. Zwei der sieben abgeworfenen Bomben waren Volltreffer. Die erste traf das Schiff zwischen der Brücke und dem Schornstein und explodierte im Maschinenraum, was die Schiffsseiten wegsprengte. Die zweite schlug direkt hinter der vorderen Ladeluke ein und explodierte im Rumpf.
Passagiere und Besatzung versuchten, das Schiff zu verlassen, aber wegen des ausgebrochenen Feuers konnten nur wenige Rettungsboote ausgesetzt werden. Das Feuer drohte außerdem auf die hölzerne Anlegestelle überzugreifen. Um dies zu verhindern, wurde die brennende Dronning Maud von einem Fischkutter weggezogen, driftete ein Stück ab, lief dann auf Grund und sank mit schwerer Schlagseite nach Backbord. Nach diesem Angriff warfen die Bomber auch auf das nahe Dorf Årstein Bomben ab, wobei mehrere Gebäude zerstört und zwei Zivilisten getötet wurden.
Zehn Passagiere und acht Besatzungsmitglieder der Dronning Maud, darunter vier Frauen, kamen durch den Angriff ums Leben. Die zum Teil schwer verletzten Überlebenden wurden zunächst von der Crew des Hospitalschiffs Elieser versorgt. Die Schwerverletzten wurden am Abend von dem britischen Zerstörer Cossack nach Harstad gebracht, während die leichter Verwundeten von der Elieser nach Salangsverk transportiert wurden. Die Versenkung der Dronning Maud, eines unbewaffneten Handelsschiffs unter der Flagge des Roten Kreuzes und mit medizinischem Personal an Bord, sorgte für viel Wut und Kritik gegen die Deutschen. Aus norwegischer Sicht war die Dronning Maud ein Hospitalschiff und stand unter dem Schutz der Genfer Konventionen. Die Deutschen hielten dagegen, dass das Schiff nicht vollständig als Hospitalschiff zu erkennen war, da der Rumpf immer noch schwarz und nicht wie für ein Hospitalschiff üblich weiß mit einem grünen Streifen gestrichen war.

## Das Wrack
Das Wrack der Dronning Maud wurde nie gehoben und liegt aufrecht auf Kiel in der Nähe von Foldvik (68° 41′ 55″ N, 17° 26′ 22″ O) in 26 bis 35 Meter tiefem Wasser. Es ist einfach zu betauchen und man kann es bequem mit einem Tauchgang umrunden. Die Oberkante des Hecks ist bei 32 m Wassertiefe, der Bug bei 25 m. Aufgrund dieser Tiefe ist ein Dekompressionsstopp unumgänglich. Um zur Wrackstelle zu gelangen, ist ein Boot notwendig.